# Mount Moran
Der Mount Moran ist ein Berg im Grand-Teton-Nationalpark im US-Bundesstaat Wyoming. Sein Gipfel liegt auf einer Höhe von 3844 m. Benannt wurde der Berg nach dem Maler Thomas Moran, der 1871–72 an der Hayden-Expedition teilnahm und dessen Landschaftsbilder nicht unwesentlich zur Gründung des benachbarten Yellowstone-Nationalparkes im Jahre 1872 beitrugen. Es gibt mehrere Gletscher auf dem Berg, der bekannteste davon, der Skillet Glacier, liegt deutlich sichtbar an der monolithischen Ostwand. Weitere Gletscher sind der Falling Ice Glacier sowie die Triple Glaciers. Wie Middle Teton in derselben Bergkette, ist die Flanke von Mount Moran durch eine markante Basalt-Intrusion geprägt, die als Black Dike bekannt ist.

## Besteigungen
Der Mount Moran ist sehr schwierig zu besteigen und ist weit weniger populär als der Grand Teton, der höchste Berg in der Teton Range. Es werden auch keine Wege in diesem Gebiet unterhalten und die meisten Bergsteiger nehmen das Kanu über den String Lake und den Leigh Lake und suchen sich anschließend einen Weg durch die Vegetation. Auch wenn der technisch schwierige Teil relativ kurz ist, nimmt eine Besteigung des Mount Moran daher oft mehrere Tage in Anspruch. 
Die Erstbesteigung wurde am 22. Juli 1922 durch LeGrand Hardy, Bennet McNulty und Ben C. Rich vom Chicago Mountaineering Club über die Skillet Glacier Route durchgeführt. Diese Route bietet vermutlich die einfachste und direkte Besteigung des Gipfels. Ihre Schwierigkeit ist nach dem Yosemite Decimal System mit 5.4 bewertet. Wie der Name bereits andeutet, führt die Besteigung über den Skillet Glacier und erfordert Eispickel und Steigeisen. 
Die beliebteste Route ist jedoch die CMC-Route, die nach dem Chicago Mountaineering Club benannt wurde. Sie ist mit 5.5 bewertet und führt über die Ostflanke gerade südlich des Black Dikes. Diese Route ist größtenteils eis- und schneefrei.

## Geschichte
Am 22. November 1950 wurde eine Douglas DC-3C der US-amerikanischen evangelikalen Missionsgesellschaft New Tribes Mission (N74586) bei Nebel in einer Höhe von 3414 Metern gegen den Mount Moran geflogen. Eine Vermutung, dass das elektrische System des Flugzeugs versagt hatte, wurde nicht bestätigt. 
Eine Rettungsmannschaft unter der Leitung des amerikanischen Bergsteigers Paul Petzoldt konnte das Flugzeug am 25. November lokalisieren. Jedoch verhinderte die Stelle des Absturzes eine Bergung des Flugzeugs oder der Leichen. Das Wrack befindet sich noch heute auf dem Berg. Der National Park Service rät von einer Besteigung der Stätte ausdrücklich ab.
Bei diesem CFIT (Controlled flight into terrain) wurden alle 21 Insassen getötet, drei Besatzungsmitglieder und 18 Passagiere.